# Iglesia de San Pedro Telmo (Buenos Aires)
La Iglesia de San Pedro González Telmo es una iglesia católica ubicada en el barrio de San Telmo en la Buenos Aires, Argentina.
Fue construida originalmente por los jesuitas a partir de 1734 con el nombre de Iglesia de Nuestra Señora de Belén. Su construcción fue terminada y modificada muchos años después, pero aún conserva gran parte de la construcción original, siendo una de las iglesias más antiguas de la ciudad. Fue declarada Monumento Histórico Nacional en 1942.

## Historia
La construcción de la iglesia comenzó en 1734. El proyecto fue realizado por el arquitecto jesuita Andrés Blanqui y en la obra intervinieron otros dos religiosos de la Compañía de Jesús, Juan Bautista Prímoli y José Schmidt. Al enfermarse este último los jesuitas encargaron la continuación de la obra al arquitecto italiano Antonio Masella, quien además construyó en 1760 la Casa de Ejercicios Espirituales y Capilla doméstica de los Jesuitas, actualmente el Museo Penitenciario Argentino.
En 1767, debido a la expulsión de la orden, el conjunto de edificios conocido como "La Residencia" (iglesia, escuela y casa de ejercicios), pasó a la administración estatal bajo la tutela de la Junta de Temporalidades. El templo quedó sin terminar y en 1795 el solar fue ocupado por la Orden de los Betlemitas, dedicados a asistir a los enfermos y pobres. Recién en 1858 fue terminada su cúpula por el constructor italiano José Della Valle, en la época del clero secular, siendo párroco el Presbítero José A. Martínez.
La construcción de la iglesia fue terminada en 1876, cuando se concluyeron las dos torres proyectadas por el ingeniero y arquitecto Pedro Benoit. En una intervención que desvirtuó los rasgos coloniales, que el interior del templo aún conserva, la fachada fue transformada íntegramente por Pelayo Sainz en 1931, de acuerdo con un diseño neocolonial. El interior, de líneas muy sencillas, guarda valiosos altares y pinturas de la escuela cuzqueña.
En 2005 fue reabierto al público uno de los claustros originales, donde se exponen diversos objetos pertenecientes a las etapas que vivió la iglesia, como una silla de cuero que utilizaron los jesuitas entre 1734 y 1767, una mesa de mármol que los padres betlehemitas usaron para operar heridos durante las Invasiones Inglesas y un púlpito donado por Manuel Belgrano en 1805.

## Edificio

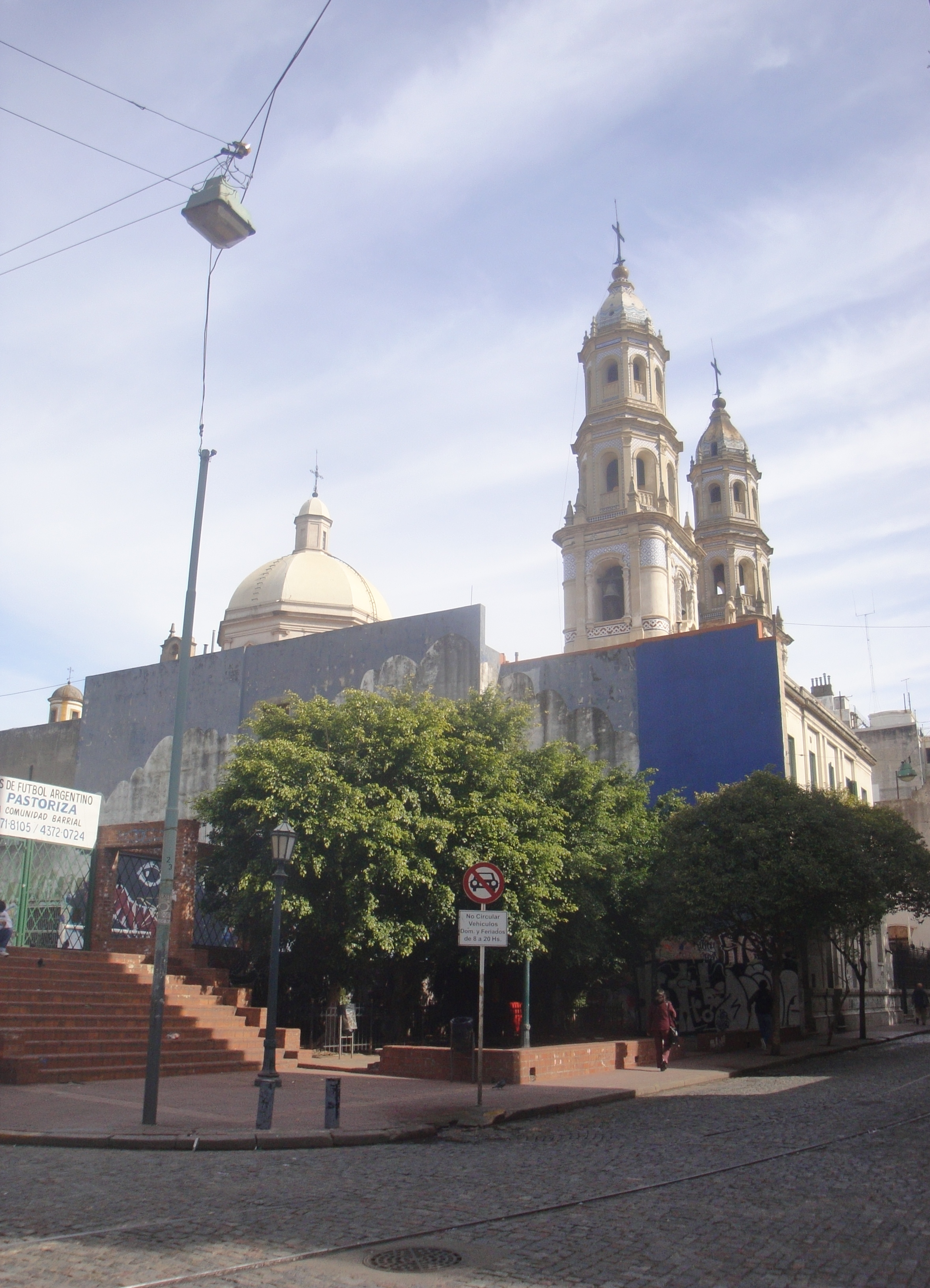
La iglesia vista desde la intersección de las calles Balcarce y Humberto Primo.

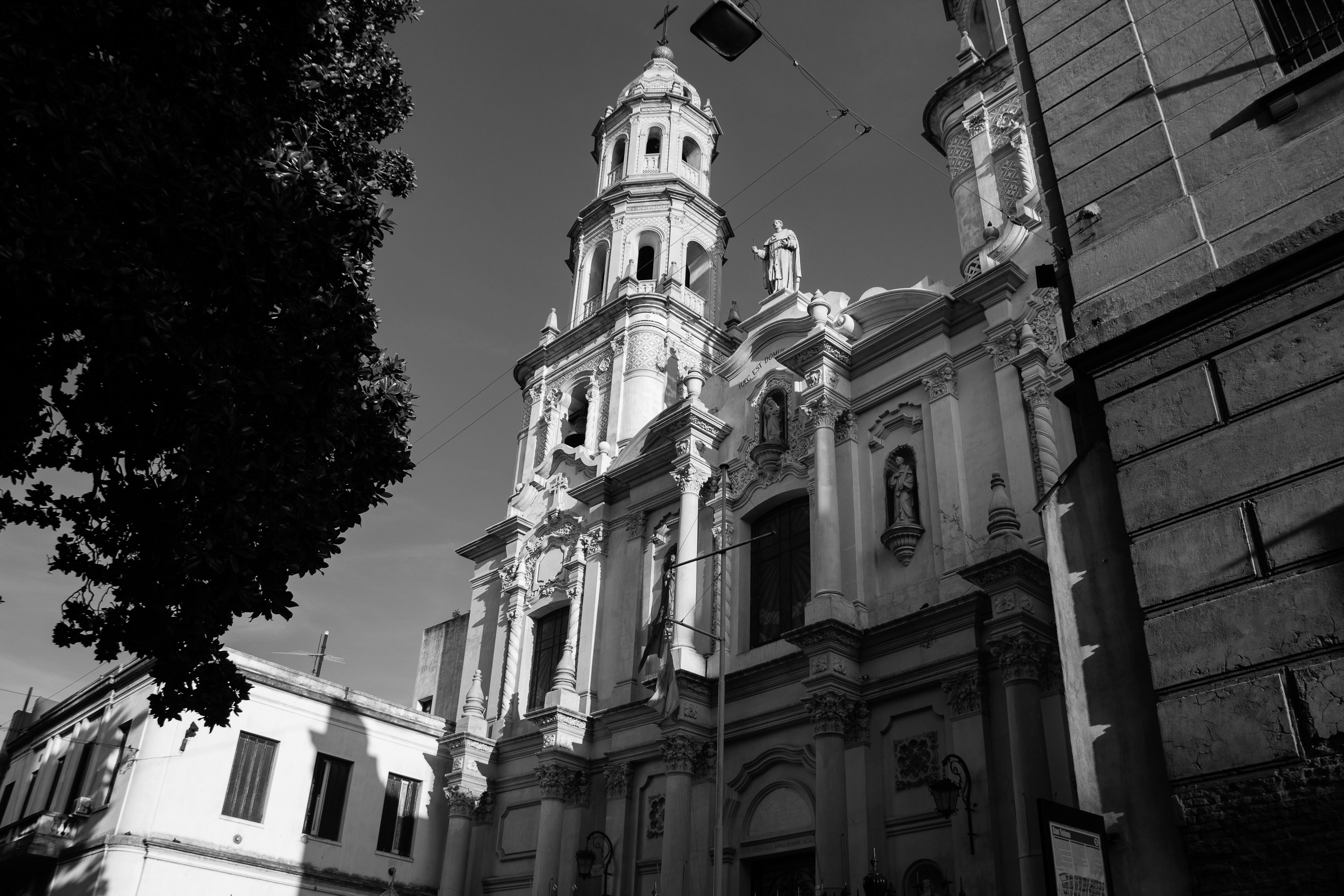
Vista lateral de la Iglesia de San Pedro Telmo

### Exterior
El atrio fue embaldosado en 1899, y se accede a él desde la calle Humberto 1.º por escaleras de mármol. En sus muros se ven numerosas placas conmemorativas que nos revelan la grandeza de su historia. Antes del ingreso al templo se ve una lápida de mármol blanco, que marca la tumba del 4.º Párroco, P.J.A. Martínez, fallecido durante la epidemia de cólera de 1858. La Fachada actual fue restaurada entre 1916 y 1931, por el arquitecto Pelayo Sainz: es de tipo ecléctico, neocolonial barroco.

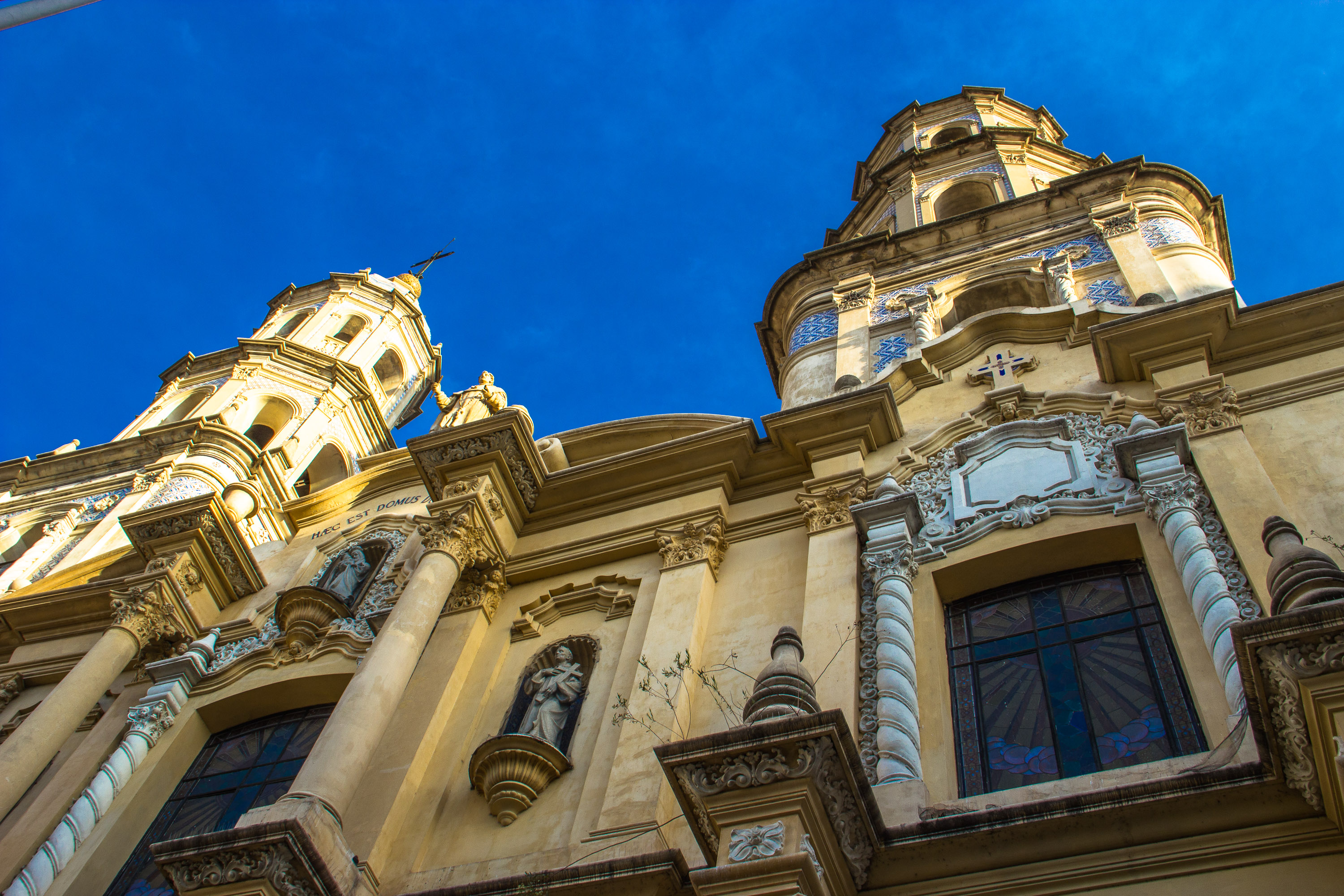
Torres del frente de la Iglesia de San Pedro Telmo

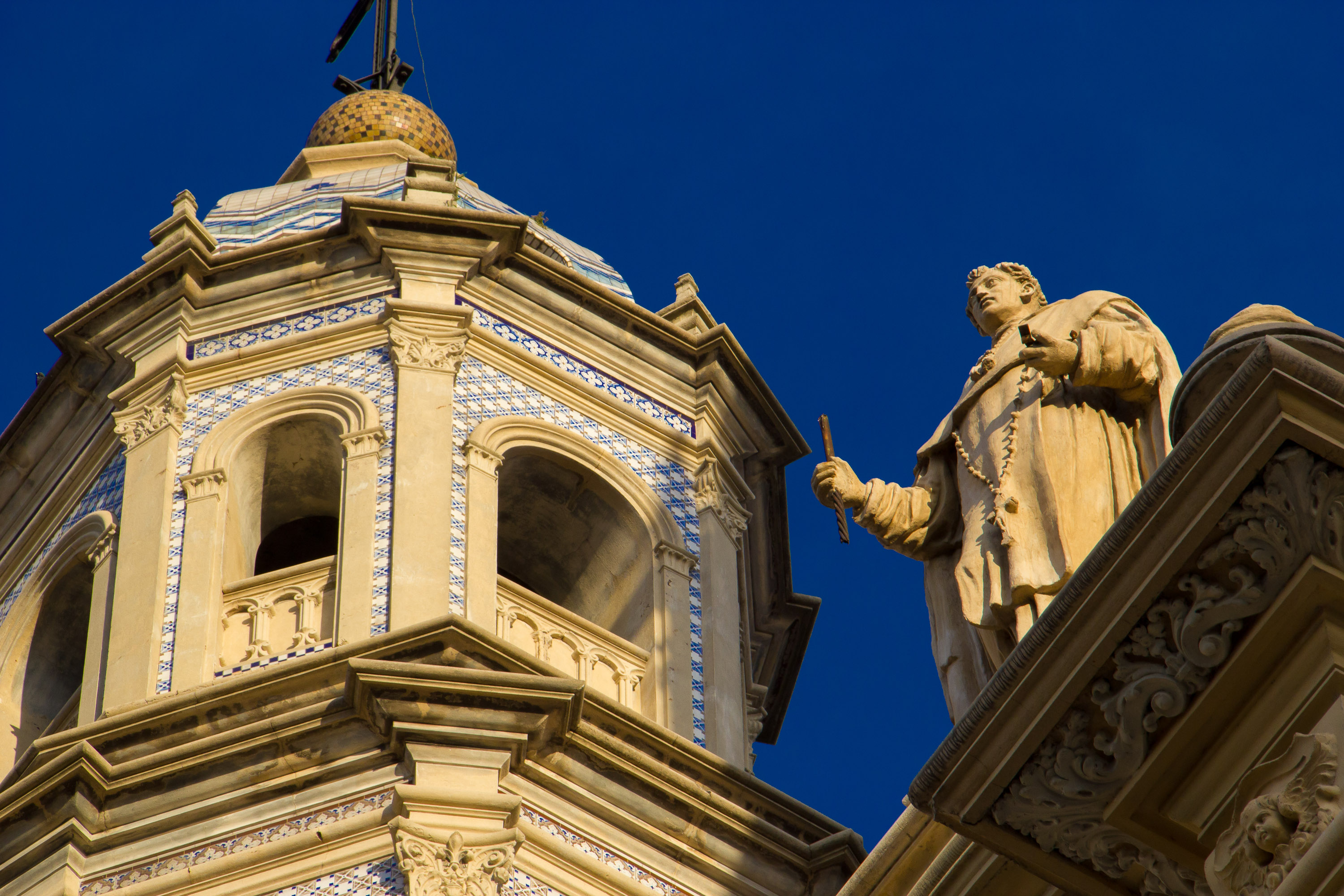
Campanario e imagen de San Pedro González Telmo

El frente presenta dos imponentes torres, divididas en tres secciones. Las inferiores son de forma cúbica y fueron construidas en 1734; y las dos superiores, octogonales, son de 1852. Llegan a 40 metros de alto. Tienen influencia andaluza, adornadas con azulejos blancos y estucos propios del arte plateresco. En su interior se hallan las tres campanas. Entre las dos torres se alza una imagen de San Pedro González Telmo, con los símbolos de su intercesión: una nave en la mano izquierda y una vela en la derecha.
Debajo de la estatua, figura la frase "Haec est domus domini", que en español significa: "Ésta es la casa del señor"

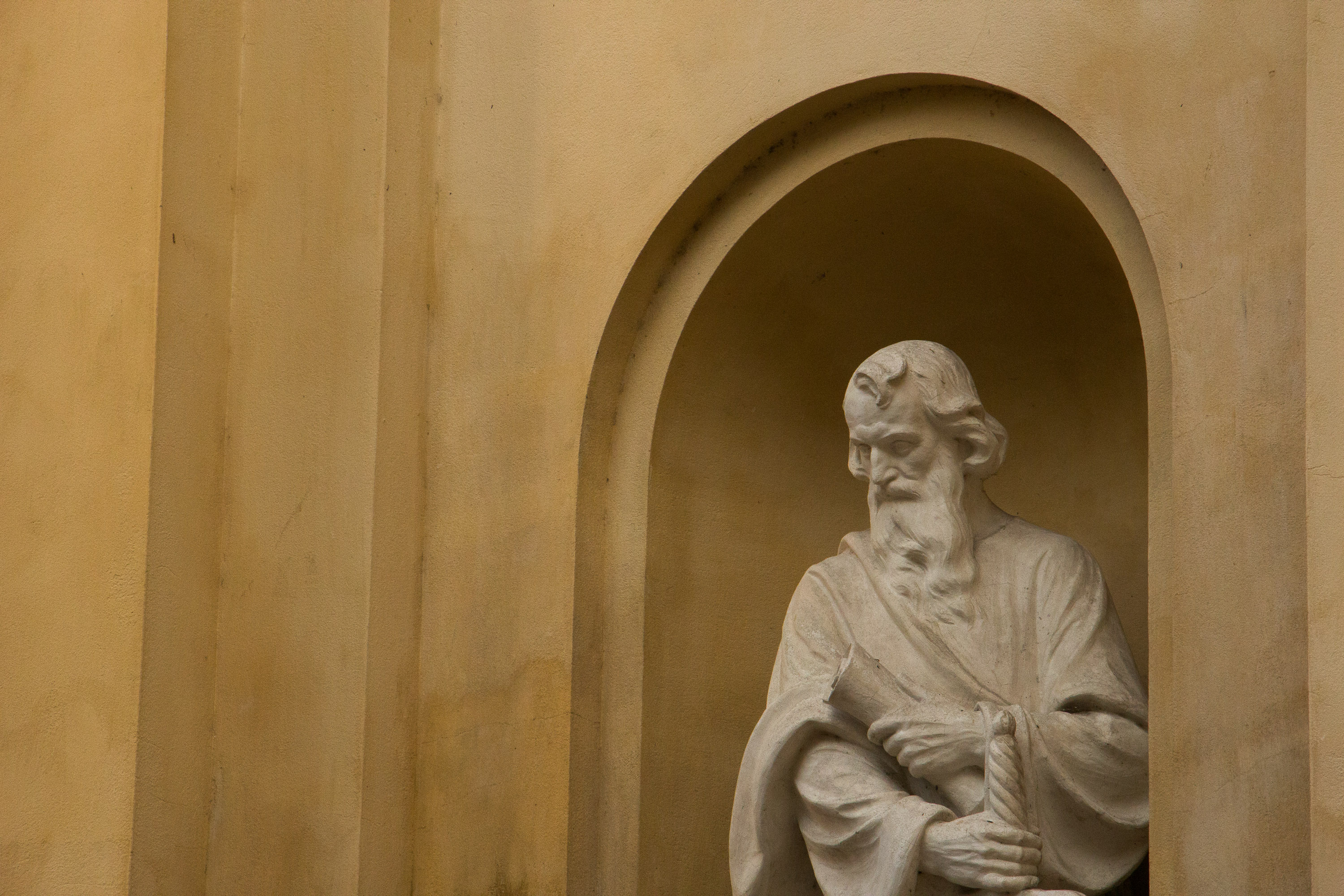
Detalle de la fachada

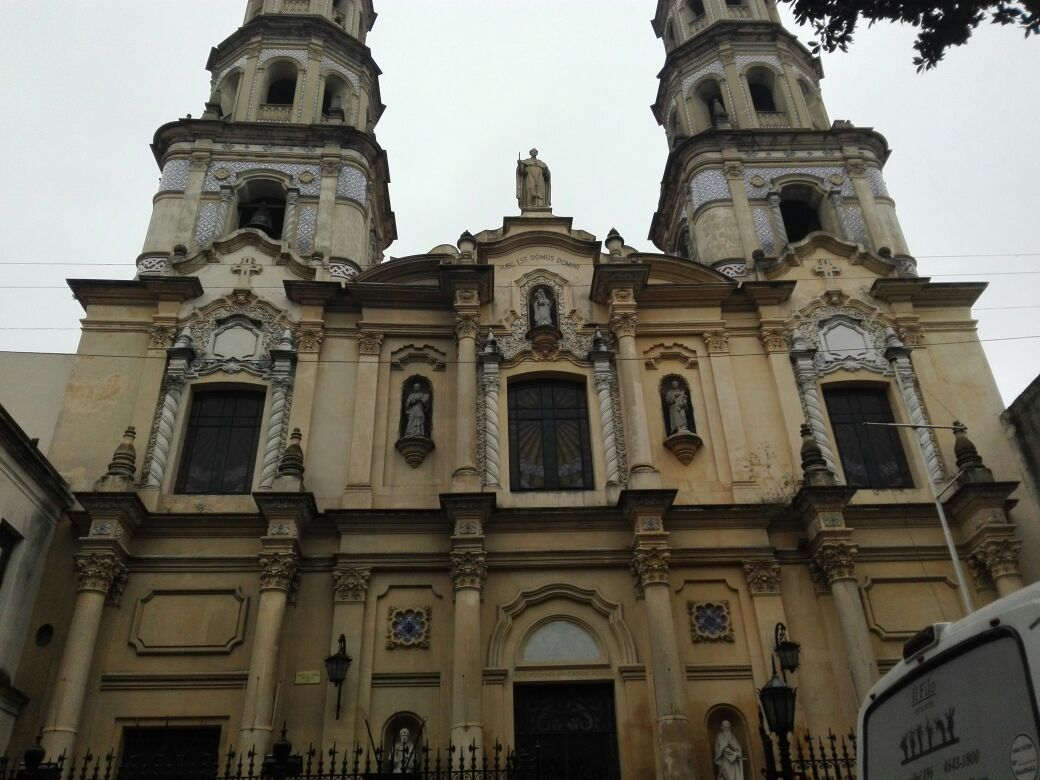
Fachada frontal de la Iglesia

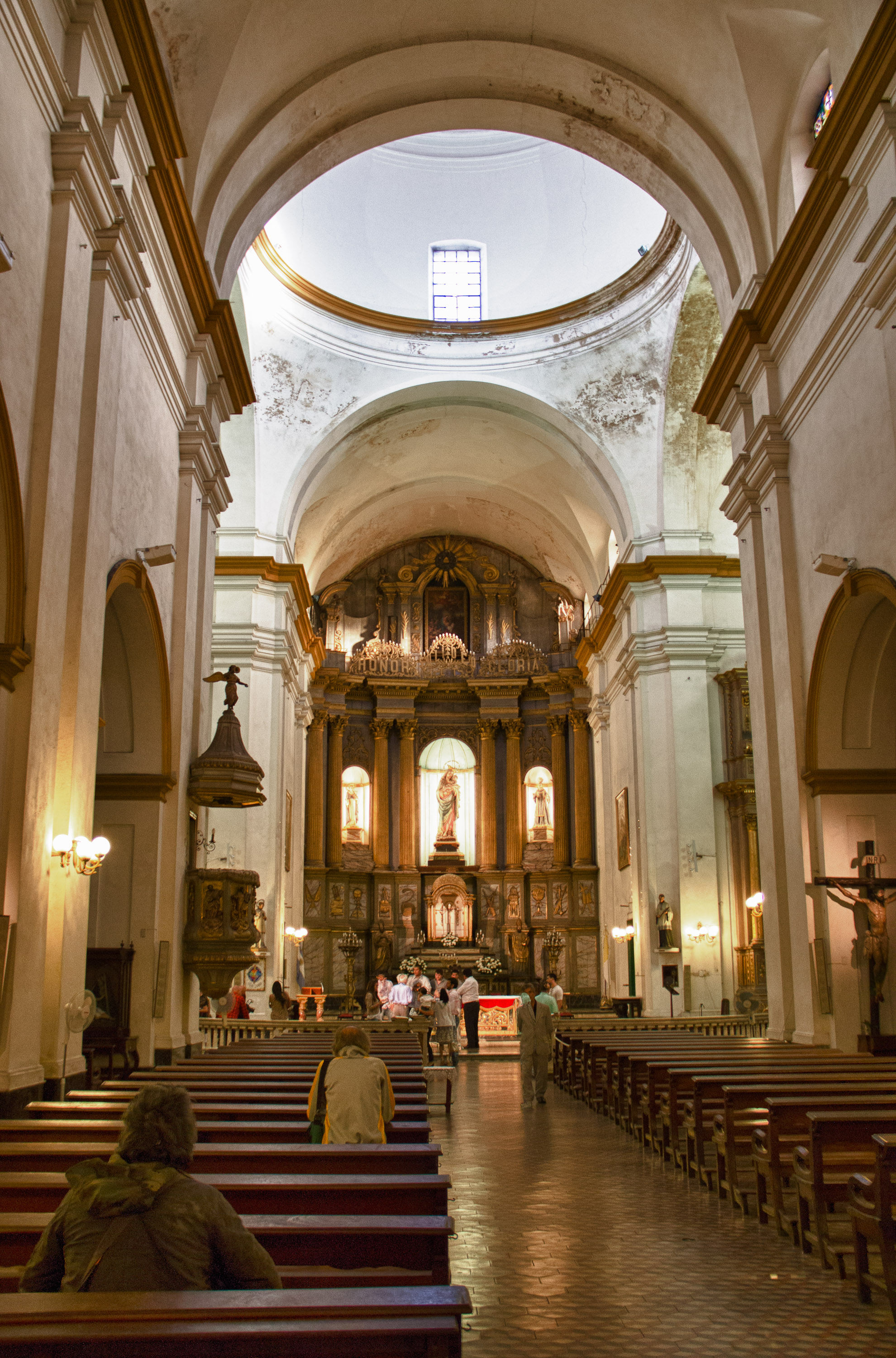
Interior de la Iglesia de San Pedro Telmo

### Interior
El templo, que impacta por su magnificencia y calidez, tiene una planta de cruz latina, cúpula coronando el crucero y capillas en las naves laterales. La nave central tiene bóveda de medio punto con arcos apoyados en gruesos pilares. Mide 44,20 x 9,45 metros.
La liturgia se celebraba en la nave de la izquierda o de San José. Antes del crucero se encuentran dos obras artísticas, de distintas épocas: el púlpito y el comulgatorio. El primero es el que Belgrano mandó a construir para San Telmo, obra del artista español Manuel G. Hernández, de forma octogonal, y en sus paredes figuran las imágenes de los Evangelistas y el escudo betlemita. En el techo, una paloma simboliza el Espíritu Santo. Remata en un ángel, obra de las Misiones Jesuíticas, todo de madera tallada y pintada con láminas de oro y esmalte.
Antes del presbiterio se halla el gran comulgatorio de mármol de Carrara, colocado a fines del siglo XIX. La cúpula tiene 38,40 m de altura, con cuatro ventanas y linterna. Llegando al presbiterio se admira el retablo, con el antiguo altar mayor adosado. Lo construyó el tallista José Merlang en 1833, con la ayuda del gobernador Juan Manuel de Rosas. La imagen de la Santísima Trinidad corona el retablo. Debajo un óleo de la Sagrada Familia. Debajo hay tres hornacinas separadas por ocho columnas corintias. A la izquierda la imagen de san Telmo y a la derecha la de san Juan de Dios; en el centro la imagen de Nuestra Señora de Belén, del artista veneciano Carlos Preboran, de 3 metros de altura, en madera policromada, entronizada el 15 de agosto de 1903.
La parte inferior del retablo, está adornada con bajorrelieves dorados a la hoja, representando motivos marinos: significando el patrocinio de San Telmo sobre los hombres del mar. En el baldaquino, una cruz de estilo portugués que data del siglo XVIII. Flaquean el altar mayor dos imágenes de las Misiones Jesuíticas: a la izquierda san Agustín y a la derecha san Nicolás. En el centro del presbiterio se halla el altar fijo y la sede del celebrante. En ambas naves laterales hay nueve altares de distintas épocas.
A la izquierda el altar de la reserva del Santísimo Sacramento, con una imagen española de San José con el niño Jesús dormido en sus brazos. Siguen los altares del Gólgota, Santa Ana y Nuestra Señora del Carmen. En el primero se encuentra la graciosa imagen de Nuestra Señora de los Remedios, talla de vestir con cabello natural, de los padres betlemitas. En el ala de la derecha se hallan los siguientes altares: San Rafael, imagen esculpida en París, donada por el Sr. Rafael Elizalde, en cumplimiento de un voto. Debajo, en pequeña hornacina, Nuestra Señora de Luján (réplica exacta). Luego el del Sagrado Corazón, el último en construirse, con columnas salomónicas.
Sigue el Altar de San Telmo. Imagen de vestir traída de España. Lo flanquean cuatro banderas. A la izquierda, Argentina y San Telmo; a la derecha, España y Galicia. Siguen los altares de Nuestra Señora de la Merced y San Roque.
Hay además otras imágenes de importancia artística. El Cristo de la Agonía, el Nazareno y una Piedad, de gran expresión. Al salir por la puerta central, a la derecha, se halla la Capilla de la Fundación, donde se encuentra el primitivo cuadro de Nuestra Señora de Belén, que trajo el donante, Don Ignacio Bustillo y Ceballos en 1734, copia auténtica del que se veneraba en el antiguo Hospital Antón Martín, de Madrid. Merece mención la diminuta imagen de vestir de singular riqueza de Nuestra Señora de la Esperanza, traída de España.
Se ingresa al coro por una angosta escalera, abierta en el muro de la nave izquierda del templo. Antes de llegar al coro se encuentra una escalera que conduce al campanario, adornada con los únicos azulejos tipo Talavera de la Reina que se pudieron rescatar enteros de las torres. El Coro posee un espléndido órgano tubular sinfónico, de origen italiano, de la casa Locatelli de Bérgamo, que cuenta con 2800 tubos. De timbre brillante y sonoro, es reconocido por organistas nacionales y extranjeros, para brindar conciertos de música religiosa.
El templo aún conserva originales sus puertas, el ventanal superior y los muros. Sus medidas son 15 m x 11 m y termina con una magnífica cúpula con linterna, que llega a 20 m, de la cual pende una araña de 1901. Guarda obras artísticas e históricas de importancia. En primer lugar, la colección de las Sibilas: doce óleos del siglo XVIII, única en Argentina, representa doce mujeres adivinas. Las figuras que tienen estilo europeo y cuzqueño, muestran en un óvalo, escenas de la vida de Cristo y de su Santa Madre, por lo que se las llama "Sibilas Cristianas". Llevan los nombres en lengua latina, de la mitología antigua: Elespóntica, Eritrea, Cumana, etc. No se conoce la procedencia de esta colección.
Se encuentra una mesa de mármol blanco, que perteneció al Hospital del Protomedicato; se usó para intervenciones quirúrgicas y durante los invasiones inglesas. Asimismo en las epidemias de cólera y fiebre amarilla del siglo XIX. El mueble retablo que abarca la pared oeste, es de caoba; tallado a mano. Enfrente se halla la imagen de Nuestra Señora del Sufragio, talla de madera, de Génova. Hay vitrinas con valiosas imágenes y armarios con ornamentos antiguos de brocato francés.

### Redes sociales
Actualmente la parroquia cuenta con dos vías de comunicación en las redes sociales una de ella, mediante su Web Site: http://www.parroquiasantelmo.org O mediante Facebook: https://es-es.facebook.com/ParroquiaSanTelmo